# Bartolomeo Sambrunico
Bartolomeo Sambrunico (... – Milano, 4 novembre 1818) è stato un archivista italiano, fu successore di Ilario Corte nella direzione generale degli archivi di Lombardia sotto il primo e il secondo dominio austriaco.

## Biografia
Le fonti coeve al Sambrunico, tra cui l'opera di Damiano Muoni, non riportano l'origine né la sua data di nascita. Già segretario del Magistrato Camerale di Mantova nel 1775, nel 1778 si trasferì a Milano, dove operò un riordino delle carte che sarebbero andate a costituire il Fondo di Religione, nato in seguito alla soppressione religiosa operata da Giuseppe II. Divenuto successore di Ilario Corte nel 1786 il Sambrunico, fedele funzionario filo-asburgico e già allievo del predecessore insieme ad Ilario Corte, si ritirò dal suo incarico nel 1796, all'arrivo delle armate francesi guidate da Napoleone Bonaparte. Ritornato per poco tempo come direttore generale degli archivi in seguito alla momentanea caduta della Repubblica Cisalpina sotto i colpi della seconda coalizione, il Sambrunico rimase in disparte per tutto il tempo della dominazione napoleonica in Italia, finché il 1º settembre 1814, per disposizione del generale austriaco Bellegarde, riassunse la sua antica funzione fino al 1818, anno della sua morte. Dalla Gazzetta di Milano del 1819, risulta che il Sambrunico avesse due figli: Antonio e Giovan Battista.